# Shakespeare Bridge

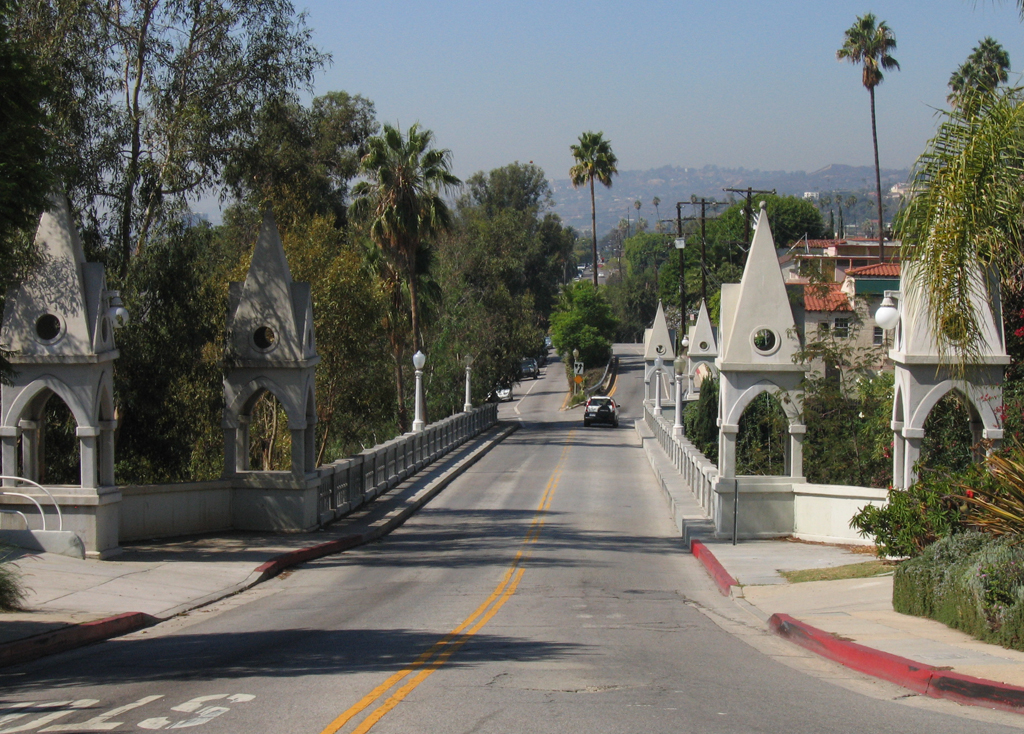
Le Shakespeare Bridge en 2007.

Le Shakespeare Bridge est un pont construit à Los Angeles en 1926. Il s'agit d'un pont routier supportant la Franklin Avenue pour lui faire franchir une dépression du relief. Pont en béton armé, il est décoré à chacune de ses extrémités par quatre flèches de style gothique.
Il a été déclaré Los Angeles Historic-Cultural Monument no 126 en 1974.
Il a été reconstruit en 1998, après le séisme de Northridge de 1994.